# Sotfingersvamp
Sotfingersvamp (Clavaria asperulospora) är en svampart som tillhör divisionen basidiesvampar, och som beskrevs av George Francis Atkinson. Sotfingersvamp ingår i släktet Clavaria, och familjen fingersvampar. Enligt den finländska rödlistan är arten starkt hotad i Finland. Enligt den svenska rödlistan är arten sårbar i Sverige. Arten förekommer i Götaland, Svealand och Nedre Norrland. Artens livsmiljö är torr eller mesisk örtrik skog.